# Peter Rocca
Peter Rocca (n. 27 iulie 1957, Oakland, California, SUA) este un înotător ce a reprezentat Statele Unite ale Americii, medaliat olimpic. A participat la o ediție a Jocurilor Olimpice (1976) în care a câștigat o medalie de aur și două medalii de argint.